# ثعبان أرضي
ثعبان أرضي أو أرضويات (الاسم العلمي: Geophis)، جنس ثعابين من فصيلة الأحناش. تعرف أنواعه عادًة باسم ثعابين أمريكا اللاتينية الأرضية. يضم الجنس أكثر من أربعين نوع متميز.